# Paul Jacquier (generale)
Paul Jacquier (Orange, 14 giugno 1910 – Parigi, 5 gennaio 1995) è stato un generale e aviatore francese, particolarmente distintosi nel corso della seconda guerra mondiale. Decorato con la Croce di grande ufficiale della Legion d'onore, l'Ordre de la Libération e la Croix de guerre 1939-1945.

## Biografia
Nacque a Orange nel Vaucluse il14 giugno 1910, figlio di un ufficiale dell'esercito. Destinato anch'egli a intraprendere la carriera militare, frequentò la Prytanée national militaire di La Flèche e poi si arruolò nell'artiglieria dell'Armée de terre nel 1928. Fu addestrato nella scuola militare di Poitiers e in quella di artiglieria Fontainebleau fino al 1934. Nel 1936,  mentre prestava servizio nella 37éme Demi-Brigade in Algeria ottenne i brevetti di osservatore dall'aeroplano, navigatore, nel 1937, dopo essere stato trasferito all'Armée de l'ari,  quello di pilota. Promosso tenente, fu osservatore aereo in Algeria nel 1938. Allo scoppio della seconda guerra mondiale, con il grado di capitano, era di stanza in Siria.
Dopo la firma dell'armistizio del 22 giugno 1940, rifiutò di giurare fedeltà al governo di Vichy, e il 27 giugno si unì alla Royal Air Force sulla base di Ismailia, in Egitto. Essendo il più alto in grado dei militari lì presenti, riunì ufficiali, sottufficiali e soldati giunti in Egitto dalla Siria e dalla Tunisia. Con dodici aerei di tipo diverso e senza pezzi di ricambio, non si poteva nemmeno pensare di costituire un comando francese indipendente. Negoziò con il capo della base, il maresciallo dell'aria Arthur Longmore, affinché lui e i suoi uomini fossero arruolati nella Royal Air Force con il riconoscimento del loro grado e di essere militari francesi. In seguito a questo accordo l'8 luglio 1940 furono costituì l'Escadrille Française Libre de Grande Reconnaissance no 1 (French Bomber Flight no 1, capitano Roger Ritoux-Lachaud), l'Escadrille Française Libre de Chasse no 2 (Free French Flight no 2) di cui egli assunse il comando, e l'Escadrille Française Libre de Liaison no 3 (Free French Flight no 3, maresciallo capo Lornez). Nel mese di agosto  l'Escadrille Française Libre de Chasse no 2 fu assegnata allo No.274 RAF Squadron che si occupò principalmente di missioni di attacco al suolo e di copertura per la flotta alleata. Partecipò alla difesa aerea del porto di Alessandria d'Egitto e alla protezione della Mediterranean Fleet durante le missioni di bombardamento di Bardia.
Fu poi fu trasferito in Palestina dove partecipò alla difesa di Haifa. Il 30 settembre, rimase ferito durante una missione e trascorse un mese in ospedale prima di riprendere le missioni in Medio Oriente. Nel marzo 1941, in seguito all'ispezione compiuta in Egitto dal generale Charles de Gaulle, il personale francese fu sciolto dal suo impegno con la RAF e incorporato nel comando delle Forces aériennes françaises libres (FAFL).
In seguito prese parte ai combattimenti sul confine egiziano-libico, poi alle operazioni della battaglia di Creta durante la quale, il 26 maggio 1941, il suo Hawker Hurricane Mk.I fu abbattuto dalla contraerea durante un attacco a bassa quota sul campo d'aviazione di Malleme. Fatto prigioniero di guerra dai tedeschi, non fu rilasciato fino al 9 marzo 1945 quando fu promosso maggiore.
Dal 1947 al 1948, con il grado di tenente colonnello, comandò il Groupe de transport "Algérie"  ad Algeri e poi fu secondo in comando della 61e Escadre de transport. Diplomato ufficiale di stato maggiore all'École supérieure de guerre aerienne (Scuola superiore di guerra aerea) di Parigi, fu promosso colonnello nel 1951 e assegnato allo stato maggiore della 5ª Regione aerea. Partì quindi per Norfolk, negli Stati Uniti d'America, per frequentare l'Armed Force Staff College. Tornato in Algeria nel 1952, fu capo del comando aereo in Algeria, poi tornò in Francia dove prestò servizio nell'ufficio del maresciallo di Francia Alphonse Juin fino al 1955. Ritornò in Africa tra il 1955 e il 1957 per assumere il comando della base di addestramento 707 di Marrakech, in Marocco. Nominato generale di brigata aerea alla fine, divenne capo del comando aereo in Tunisia. Nel 1958, divenuto generale di divisione aerea, fu vice del Ministro del Sahara e lavorò nell'ambito dell'Organizzazione comune delle Regioni Sahariane. Contemporaneamente, fu comandante interarma del Sahara. Ritornò in Europa nel 1961 per assumere l'incarico di vice capo di stato maggiore presso il Comando supremo delle potenze alleate in Europa (SHAPE).
Promosso generale di corpo d'armata aerea, divenne direttore dello SDECE nel 1962 e mantenne l'inarico fino al 1964. Raggiunto il limite di età, si ritirò dal servizio attivo nel 1966, dopo aver accumulato 5.600 ore di volo militare, 150 missioni di caccia e  altre 850 durante le operazioni nel Nord Africa (1955-61) .
Dopo essere stato caporedattore di una rivista tecnica dal 1967 al 1970, fu vicedirettore di una società mineraria in Nuova Caledonia fino al 1973, anno del suo ritiro definitivo. Morì il 15 gennaio 1995 a Parigi.